# Annabel van Westerop
Annabel Maria van Westerop (* 21. Februar 1994) ist eine Kitesurferin aus den Niederlanden.

## Werdegang
In ihrer Jugend war sie im Pferdesport aktiv und holte sich in Kolumbien eine Silbermedaille bei den Weltmeisterschaften im Dressurreiten.
Annabel van Westerop lebt seit ihrem elften Lebensjahr in Aruba – auf den Kleinen Antillen in der südlichen Karibik.
Sie fing 2008 mit dem Kitesurfen an und startet heute als Profi in der World Tour der Professional Kiteboard Riders Association (PKRA) in der Disziplin Freestyle. Sie startete bis August 2019 für das Team Core Kiteboarding, seitdem wird sie von North Kiteboarding gesponsert.
Beim Marsala World Cup Freestyle 2013 wurde sie Vierte und im Juli wurde sie Zweite beim Kiteboarding World Cup auf Fuerteventura.
Annabel Maria van Westerop lebt heute in Oranjestad.

## Sportliche Erfolge
| Datum/Jahr    | Rang | Wettbewerb                  | Austragungsort         | Bemerkung                                 |
| ------------- | ---- | --------------------------- | ---------------------- | ----------------------------------------- |
| 13. Juni 2014 | 3    | Tarifa Masters of Kiteboard | Playa de Valdevaqueros | hinter der Siegerin Gisela Pulido         |
| 27. Juli 2013 | 2    | World Cup Freestyle         | Fuerteventura          | Zweite hinter der Spanierin Gisela Pulido |
| Juli 2013     | 8    | World Cup Freestyle         | Sankt Peter-Ording     |                                           |
| 29. Juni 2013 | 4    | World Cup Freestyle         | Marsala                |                                           |